# Ignacio Agüero
Ignacio Agüero Piwonka, né le 7 mars 1952 à Santiago du Chili, est un réalisateur de documentaires et acteur chilien, dont l'œuvre la plus connue est El diario de Agustín, pour laquelle il a remporté le prix Pedro Sienna 2009 et le prix Altazor pour les arts nationaux.
Il a également travaillé comme producteur, caméraman et monteur d'œuvres télévisées et de publicités, ainsi que comme acteur de soutien dans des films et des séries, se distinguant parmi eux, Días de campo et La Recta Provincia, tous deux de Raoul Ruiz. En 1988, il était membre de l'équipe de production de la bande électorale «No» du Réferendum national chilien de 1988.
Agüero est membre fondateur de l'Association chilienne du documentaire, dont il fut le premier président.

## Biographie
Agüero a étudié l'architecture et le cinéma et est diplômé de l'École des arts de la communication de l'Université pontificale catholique du Chili, avec le titre de directeur artistique avec une spécialisation en cinéma en 1979.

## Travail
Parmi ses documentaires, le sauvetage de la mémoire et la critique sociale prévalent. Ainsi, par exemple, Ne pas oublier (1982) traite du «massacre des four de Lonquén», commis en 1978 et découvert quelques années plus tard. Cent enfants en attente d'un train (1988) dépeint un groupe d'enfants, victimes de la pauvreté et de la marginalisation, qui voyagent avec la professeure de cinéma Alicia Vega de leur ville à un cinéma du centre de Santiago pour voir leur premier film. Ce film a été classé par la dictature militaire comme "ne convenant qu'aux plus de 21 ans". Aquí se construye (2000) il aborde le sujet de la démolition des quartiers historiques pour la construction de bâtiments modernes, thématique reprise dans ses futurs longs métrages. Les documentaires "La mamá de mi abuela le contó a mi abuela" (2005), la série télevisée Heredia y Asociados (2006) et Le journal d'Augustin (2008) lui ont remporté le prix Altazor en 3 occasions. Ce dernier documentaire fait référence à la participation du journal El Mercurio d'Agustín Edwards Eastman lors du coup d'État de 1973 au Chili. Avec GAM (2011), Agüero reprend sa réflexion sur la transformation urbaine, cette fois-ci abordé en retraçant l'évolution du bâtiment abritant actuellement le Centre culturel Gabriela Mistral depuis sa première occupation par la Conférence internationale CNUCED III. Le documentaire plus personnel L'autre jour (2012) l'a remporté à nouveau le Prix Altazor 2014 pour la réalisation documentaire.
En ce qui concerne son travail de producteur, se démarque sa participation en tant que membre de l'équipe de production de la bande électorale du "No" pour le Referendum chilien de 1988. En tant qu'acteur de soutien, il a participé à des films de Pablo Perelman, Andrés Racz, Sergio Castilla et Cristián Lorca, ainsi que dans le film Días de campo et la série télévisée La recta provincia, tous deux réalisés par le célèbre Raúl Ruiz. Agüero a également été membre du jury de festivals de films nationaux et internationaux.
Il est actuellement professeur titulaire à l'École de cinéma et de télévision de l'Université du Chili.

## Filmographie

### Réalisateur
- 1977 : Aquí se construye (court métrage)
- 1982 : No olvidar (court métrage)
- 1985 : Como me da la gana (court métrage)
- 1988 : Cien niños esperando un tren
- 1994 : Sueños de hielo
- 1998 : Neruda, todo el amor (court métrage)
- 2000 : Aquí se construye (o Ya no existe el lugar donde nací)
- 2004 : La mamá de mi abuela le contó a mi abuela
- 2005 : Heredia & asociados (série tv)
- 2008 : El diario de Agustín
- 2013 : El otro día
- 2016 : Como me da la gana II
- 2019 : Nunca subí el Provincia

### Acteur
- 2004 : Días de campo de Raoul Ruiz
- 2007 : La Recta Provincia (série tv) de Raoul Ruiz

## Récompenses et distinctions
- Festival international du nouveau cinéma latino-américain de La Havane 1988 : meilleur documentaire pour Cien niños esperando un tren